# Bill Putnam
Milton Tasker „Bill“ Putnam (* 20. Februar 1920 in Danville (Illinois); † 13. April 1989 in Riverside (Kalifornien)) war ein US-amerikanischer Musikproduzent. Er galt als einer der bedeutendsten Inhaber unabhängiger Tonstudios in den USA sowie als ein universeller Erfinder, Konstrukteur und Designer im Audiosektor.

## Werdegang
Putnam studierte am Illinois Institute of Technology in Chicago und arbeitete ab 1939 bei der Radiostation WDAN in seinem Geburtsort Danville als Sendeingenieur. Später ging er als Cheftechniker zur Radiostation WDWS nach Champaign (Illinois), nach dem Krieg gaben ihm seine Eltern 20.000 Dollar als Startkapital. Im Jahre 1941 verfasste er seinen ersten Artikel über HiFi. Er war Mitglied der Audio Engineering Society. Zwischen 1941 und 1945 gehörte er dem Army Radio Corps an. Hier lernte Putnam seinen späteren Partner Bernie Clapper kennen. Beide waren während des Zweiten Weltkriegs als Feldwebel im Kommunikationsbereich in der Civic Opera stationiert, daher kannten sie dort alle Kabelleitungen. 1947 entwickelte Putnam die Grundlage des Stimmen-Overdubbing bei Studioaufnahmen mit Patti Page.

## Universal Recording Corporation
Hauptartikel: Universal Recording Corporation
Putnams Hauptbeschäftigung, durch die er auch außerhalb der Fachwelt berühmt wurde, war der Betrieb von Tonstudios. Die Universal Recording Corporation war eines der berühmtesten unabhängigen Tonstudios, gegründet im Jahre 1946 in Evanston (bei Chicago). Bruce Swedien kam 1959 zu Universal als Toningenieur und arbeitete unter anderem mit Stan Kenton.

### Gründungsphase
Gründer waren Putnam und der Toningenieur A. B. „Bernie“ Clapper. Beide begannen zunächst nördlich von Chicago in Evanston und errichteten dann ein kleines Tonstudio in der 46 East Walton Street von Chicago, das sich auf Radioübertragungen spezialisiert hatte. Im August 1946 zogen sie um zur 20 Wacker Drive über der Oper, wo sie sich auf kommerzielle Studioaufnahmen konzentrierten. Die Universal Recording Corporation stieg bald zum führenden Tonstudio in Chicago auf, das Auftragsproduktionen der nach dem Krieg gegründeten und hier beheimateten Independent-Labels annahm. Hierzu gehörten insbesondere Mercury Records, Chess/Checker Records und Vee-Jay Records. Alle drei Independent-Labels entwickelten sich zu bekannten Plattenfirmen, die einen großen Teil ihrer umfangreichen Kataloge bei Universal aufnehmen ließen.

### Aufnahmen für Mercury Records
Erster großer Universal Recordings-Kunde war Mercury Records, das in Chicago lange Zeit seine Hauptverwaltung betrieb. Einer der ersten Mercury-Interpreten war Country-Sänger Art Gibson, der ab Februar 1946 seine Karriere in den Studios begann. Dauerkunde im Studio war ab August 1949 das bei Mercury Records unter Vertrag stehende Ralph Marterie Orchestra, das meistens für LP-Aufnahmen anreiste. Unter den vielen Aufnahmen befanden sich die Millionenseller Pretend (aufgenommen am 4. Januar 1953; Rang 6 im Oktober 1953) und Caravan (5. März 1953; Rang 6 im März 1953).
Die Crew Cuts tauchten im Mai 1954 in den Studios auf, um ihre erfolgreiche Coverversion von Sh-Boom hier aufzunehmen, das 1,5 Millionen Exemplare umsetzte. Rusty Draper erschien erstmals im Januar 1953 in den Studios und nahm den Song No Help Wanted auf, der im März 1953 seine erste Hitparadennotiz mit einem Rang 10 bedeutete. Das Original von Gambler’s Guitar stammte von Jim Lowe aus einer Session vom Mai 1953 in den Universal Recording Studios, auch die erste Coverversion von Rusty Draper wurde hier im Mai 1953 aufgenommen, mehr als 1 Million Mal verkauft (Juli 1953, Rang 6) und brachte es in der deutschen Version als Der lachende Vagabund auf einen Plattenumsatz von 3,5 Millionen Exemplaren.
Leroy van Dyke nahm im September 1956 den Titel Auctioneer auf, der mit knapp 3 Millionen Exemplaren die erfolgreichste Single für das Tonstudio war. Der größte Hit der Diamonds, der Millionenseller Little Darlin’, entstand im Januar 1957 mit Kastagnetten und Kuhglockengeräuschen (Rang zwei). Dinah Washington erschien am 7. Januar 1958 für ihre LP Dinah Sings Bessie Smith, das Max Roach Quintet am 3. Juni 1958 für die LP Max Roach +4 On the Chicago Scene, Cannonball Adderley am 3. Februar 1959 zur LP Cannonball Adderley Quintet in Chicago. Das Max Roach Sextet buchte für den 9./10. Oktober 1959, um die LP Max Roach – Moon Faced and Starry Eyed einpegeln zu lassen, Buddy DeFranco wählte den 17./18. Oktober 1961 für seine LP Presenting the Buddy DeFranco-Tommy Gumina Quartet, ab 11. September 1963 besuchte Dizzy Gillespie mehrfach die Studios, das Oscar Peterson Sextet erschien zwischen dem 12. und 14. September 1966 für die LP Soul Espanol.

### Aufnahmen für Chess / Checker Records
Der Aufnahmekatalog der Universal Recording Corp. für das lokale Chess-Label liest sich wie die Geschichte des Blues. Putnam war keinesfalls ein Bluesliebhaber, doch hat er maßgeblich zur Entwicklung des Chicago-Blues beigetragen. Das im August 1947 in Chicago als Aristocrat Records gegründete unabhängige Label Chess Records besaß anfangs keine eigenen Tonstudios und nutzte überwiegend die Dienste der Universal Recording Studios. Für Aristocrat Records entstanden bei Universal bis Juni 1950 insgesamt 31 Titel, nach dem Namenswechsel auf Chess Records entstanden 1951 insgesamt 89 Titel für den Chess-Katalog, fast alle bei United eingepegelt. John Lee Hooker (als John Lee Booker), der am 26. April 1951 insgesamt 9 Titel aufnahm (Louise / Ramblin‘ By Myself), war nur ausnahmsweise bei Universal aufgetaucht, ansonsten stand er im United Sound Studio von Detroit vor dem Mikrofon. Im Jahre 1952 kamen wiederum die meisten der 106 Titel bei Chess aus den Universal Studios. Little Walter nahm unter anderen Juke (12. Mai 1952; Rang 1 der Rhythm-&-Blues-Hitparade) auf. Hierbei setzte Putnam ersichtlich erstmals das Slapback-Echo ein. Elmore James sang Country Boogie / She Just Won’t Do Right (17. Januar 1953), Willie Mabon I’m Mad (5. Februar 1953; Rang 1), Little Walter Don’t Want to Hurt No More (März 1953) oder Willie Mabon I Got to Go (November 1953).
1954 entstanden fast alle der 146 bekannten Chess-Titel bei Universal, darunter der größte Hit von Muddy Waters (I’m Your) Hoochie Coochie Man am 7. Januar 1954 (Rang 3). Jimmy Witherspoon ließ am 10. Juni 1954 insgesamt 6 Titel einpegeln (darunter I Can Make Love to You), die Moonglows verewigten im Oktober 1954 ihren Millionenseller Sincerely (Rang 1). Die meisten der 202 Tracks aus 1955 von Chess wurden bei Universal produziert. Die Moonglows kamen im Januar 1955 für Most of All (Rang 5), Bo Diddleys Klassiker Bo Diddley / I’m A Man entstand hier am 2. März 1955 (Rang 1). Am 21. Mai 1955 betrat Chuck Berry zum ersten Mal die Studios. Er benötigte für Maybelline 36 Takes (Rang 1 R&B, Rang 5 Pop).
Am 14. Juli 1955 war ein produktiver Tag bei Universal, denn Little Walter und Bo Diddley hatten die Studios für insgesamt 10 Titel gebucht. Jimmy Witherspoon kam für 4 Titel im November 1955 (The Things I Used to Do). Chuck Berry kehrte am 20. Dezember 1955 für 6 Titel zurück, darunter No Money Down (Rang 8) und You Can’t Catch Me. Howlin’ Wolf war am 25. Januar 1956 für Smokestack Lightnin’ im Studio (Rang 8), Chuck Berry nahm die Titel Brown Eyed Handsome Man (Rang 5) / Roll Over Beethoven (Rang 2) / Too Much Monkey Business (Rang 4) am 16. April 1956 auf, Rock & Roll Music am 15. Dezember 1956 (Rang 6). Die Auftragsproduktion für Chess Records endete weitgehend, als die berühmten Chess-Studios im Mai 1957 – erbaut mit Putnams Unterstützung – eröffneten.

### Aufnahmen für Vee-Jay Records
Die erste Aufnahmesession in den Universal Recording Studios nach Gründung des Vee-Jay-Labels fand für die Spaniels am 4. Mai 1953 und dem Titel Baby It’s You statt. Am 6. Juni 1953 betrat erstmals Bluesinterpret Jimmy Reed die Universal Recording Studios. Der kristallklare Sound ohne Bassgitarre (nur begleitet von Eddie Taylor/Gitarre und Morris Wilkerson/Schlagzeug) ist ein Verdienst von Bill Putnam. Reeds Single High and Lonesome war die erste Single des Vee-Jay-Katalogs (#100, veröffentlicht im Juli 1953), wenngleich die Spaniels bereits früher im Studio waren. Die El Dorados folgten mit At My Front Door am 24. April 1955, die Dells im September 1955 mit Dreams of Contentment, Eddie Taylor nahm Bad Boy am 18. Januar 1955 auf. Am 15. März 1955 betrat erstmals Big Jay McNeely die Studios für 4 Titel, darunter Big Jay’s Hop. John Lee Hooker besuchte am 19. Oktober 1955 für 4 Titel die Studios, diesmal für Vee-Jay Records, und kehrte am 27. März 1956 für 6 Aufnahmen zurück. Billy Boy Arnold nahm hier im Oktober 1955 sein berühmtes I Ain’t Got You auf (Februar 1956). Die Dells tauchten am 21. Mai 1956 für ihr klassisches Oh What a Nite (Rang 4 R&B) auf. Jerry Butler & The Impressions nahmen ihr intensives For Your Precious Love in Studio A im April 1958 auf (Rang 3 R&B). Dee Clarks Falsett-Ballade Raindrops wurde von Produzent Calvin Carter mit Regen- und Donnergeräuschen angereichert (22. März 1961, Rang 2 Pop). Ein weiterer Doo-Wop-Klassiker war der in Studio A von Bill Sheppard für Gene Chandler produzierte Millionenseller Duke of Earl (30. August 1961, Rang 1).
Die Universal Recording Studios haben die von EMI übersandten Masterbänder für die US-LP Introducing the Beatles (veröffentlicht am 10. Januar 1964) Ende Juni 1963 bearbeitet. So wurde beispielsweise Paul McCartneys Anzählen „one, two, three“ in der amerikanischen Fassung von I Saw Her Standing There entfernt, weil man es für irrtümlich aufgenommen hielt. Allerdings wurde der Vee-Jay-Erfolg durch Rechtsstreitigkeiten mit Capitol Records unterbrochen, denn ab 15. Oktober 1964 erhielt Capitol alle Aufnahmerechte der Beatles-Songs für die USA. Bis zu jenem Zeitpunkt hatte Vee-Jay 1,3 Millionen Exemplare der LP verkauft.

### Weitere wichtige Aufnahmen
Patti Page kam am 24. Oktober 1947 für zunächst 4 Titel und nahm hier sporadisch bis 21. August 1959 auf. Darunter befand sich auch der Song Confess, aufgenommen am 3. Dezember 1947. Hier setzte Putnam erstmals ein Overdub ihrer Stimme als Audio-Effekt ein; sie antwortete sich selbst, indem ihre Stimme übereinandergelegt wurde; der geplante Hintergrundgesang war streikbedingt nicht verfügbar. Mit einem Rang 12 war es der erste Hit von Patti Page.
Die meisten der 362 bekannten Titel des Chance-Katalogs wurden zwischen September 1950 und Oktober 1954 von Universal aufgenommen. Im Mai 1955 machte Pat Boone mit dem Cover von Ain’t That A Shame eine seiner ersten Tonaufnahmen bei Universal und kehrte bis 6. Mai 1956 regelmäßig hierhin zurück. Seine Coverversion des Fats Domino-Originals Ain’t That a Shame verkaufte über 1 Million Exemplare. Das Debüt-Album von Sun Ra wurde am 12. Juli 1956 unter dem Titel Jazz by Sun Ra aufgenommen.
Häufiger Gast war Sam Cooke, der erstmals am 16. Februar 1955 seine gospel-beeinflussten Songs aufnahm (Nearer To Thee / Be With Me Jesus / One More Time / I´m So Glad). Er kehrte regelmäßig bis 27. Februar 1963 zurück. Duke Ellington erschien am 19. März 1956 (Way Back Blues / Where’s The Music / Rubber Bottom / Play the Blues and Go), Nat King Cole am 7. Juni 1955 (You’ll Never Know mit Nelson Riddle) war ebenfalls Gast im Studio. Tyrone Davis nahm seine größten Hits am 11. November 1968 (Can I Change My Mind, Rang 1) und am 23. Januar 1970 (Turn Back the Hands of Time, Rang 1) hier auf.

## Umzüge
Während die meisten Tonstudios bodenständig blieben, wechselte Putnam häufig den Standort. Sein erstes Tonstudio verblieb nicht im Penthouse der Oper, sondern wechselte mehrfach innerhalb der Stadt. Die Umzüge und ihre Reihenfolge innerhalb Chicagos sind in der Fachwelt umstritten. Dabei ist unklar, ob es sich lediglich um Umzüge handelte oder ob teilweise Studios an mehreren Adressen parallel betrieben wurden. Nach Evanston befand sich sein erstes Tonstudio in Chicago in der 20 Northern Wacker, ab 1954 war es auf der 111 East Ontario Ave beheimatet, ab Juli 1955 lautete die Adresse mit vergrößerten Räumlichkeiten 46 East Walton Street. Dies war sein Lieblingsstudio, das zu den fortschrittlichsten und größten unabhängigen Tonstudios der USA gehörte. Letzte bekannte Adresse ist die seit 1989 genutzte 32 West Randolph Street unter dem Management von Murray Allen.

## Studios in Hollywood
1957 verkaufte Putnam die Universal Recording Studios an Murray Allen und erwarb mit der Unterstützung von Nat King Cole und Frank Sinatra den alten United Studio-Komplex in Los Angeles (mit 3 Tonstudios A, B und C in Hollywood, 6050 Sunset Blvd, Sinatra war Miteigentümer), deren Umbau Anfang 1958 begann. Die Studios wurden bereits 1919 als Horsley-Studios errichtet. 1961 erwarb Putnam zusätzlich die Western Recorders am 6000 Sunset Blvd (Studios 1, 2 und 3), von 6050 Sunset Blvd. nur durch einen Parkplatz getrennt. Er integrierte danach beide Studios zu United Western Recorders (abgekürzt UWR). In den baulich weiterhin getrennten Studios entwickelte sich zufällig eine bestimmte Arbeitsteilung. Dayton Burr „Bones“ Howe kam 1961 als unabhängiger Musikproduzent zu UWR und war zuständig für Westküsten-Gruppen wie The Fifth Dimension, Mamas & Papas oder Association.

### United Studios
Die United Recording Corporation-Studios wurden überwiegend von den etablierten Stars gebucht. Frank Sinatra (It Was a Very Good Year, 22. April 1965; That’s Life, 18. Oktober 1966, beide United A), Dean Martin (The Door is Still Open To My Heart, 7. August 1964) oder das Rat Pack (Sinatra, Dean Martin, Sammy Davis junior) nahmen zusammen mit Bing Crosby am 10. April 1964 Mister Booze bei United Recording auf. Aber auch Nancy Sinatra (These Boots Are Made for Walkin’, United B) oder Ricky Nelson (ab 6. Februar 1963), Noel Harrison (United C), Frank Sinatra (September of my Years, United A, April 1965), die Righteous Brothers (Ebb Tide, Studio A) oder Johnny Mathis (United A) waren Kunden der United Studios. Die Everly Brothers nahmen hier LP-Titel wie People Get Ready (7./8. Juni 1965, B), When Snowflakes Fall in the Summer (6. September 1963), See See Rider (6. Dezember 1965) oder Sea of Heartbreak (20. Dezember 1966) auf. Dorsey Burnette begann hier im Oktober 1960, Bruder Johnny kam am 19. September 1960, um hier seinen größten Hit You’re Sixteen aufzunehmen (Rang 8).
Für Ray Charles fungierte Putnam unter Produzent Sid Feller als Toningenieur am 15. Februar 1962 im United Studio B für I Can’t Stop Loving You und weitere 5 Titel (Born To Lose / Without Love (There Is Nothing) / That Lucky Old Sun / Baby Don’t You Cry / Together Again / In the Heat of the Night), entstanden für die epochale Ray Charles-LP Modern Sounds in Country And Western Music. Ebenso ließ Charles seine nächste LP Ingredients in A Recipe for Soul (6. Februar 1960 bis 28. April 1963) mit Studioinhaber Putnam als Toningenieur einpegeln.

### Western Recorders
Bei Western Recorders standen überwiegend Pop- und Rock-Interpreten vor den Mikrofonen. Dazu gehörten von Phil Spector produzierte Interpreten (Ronettes-LP Presenting the Fabulous Ronettes, Mai 1964; oft in Kombination mit den Gold Star Studios), die Beach Boys oder Mamas & Papas.
Am 19. April 1961 mieteten die Beach Boys die Studios (Surfin‘ Safari / 409 und 2 weitere Titel), woraus ein Demoband hergestellt wurde. Dieses war Grundlage für den ersten Plattenvertrag der Gruppe bei Capitol Records im Juli 1961, nachdem bereits am 4. Juni 1961 die erste Single mit beiden genannten Titeln erschienen war. Das Konzeptalbum Pet Sounds der Beach Boys entstand zwischen dem 1. November 1965 und dem 13. April 1966 bei Western (und 2 anderen Tonstudios in LA). Auch weitere Hits der Beach Boys wie Help me Rhonda (22. März 1965), Barbara Ann (zwischen dem 8. und 23. September 1965), Sloop John B (29. Dezember 1965), Good Vibrations (17. Februar 1966 wurde bei Western begonnen und in 3 weiteren Studios aufgenommen, komplettiert am 21. September 1966) entstanden hier. Ricky Nelson kam erstmals am 13. Juni 1962, nutzte Studio Western 2 für Fools Rush In (15. August 1963, Rang 12) und blieb beiden Studios bis 5. Februar 1965 treu. Jan & Dean (Surf City, 20. März 1963; Little Old Lady From Pasadena, 21. März 1964, im kleinsten Studio Western 3) und die Righteous Brothers (Soul And Inspiration, Western 2) waren häufige Gäste. Sinatras größter Reprise-Hit (Strangers in the Night, 11. April 1966, Western 1) sowie seine Hits That’s Life (18. Oktober 1966) und My Way (30. Dezember 1968) wurden ebenfalls hier verewigt. The Fifth Dimension (Teile der LP The Magic Garden, 15. Juli – November 1967, Studio 3) oder Harper’s Bizarre (Feelin‘ Groovy, 25. November 1966, 8. März 1967, 13., 14. und 17. März 1967) benötigten mehrere Aufnahmesessions.
Im Oktober 1965 entstanden im kleinen Studio 3 von den Mamas & Papas California Dreamin’ (John Phillips und P. F. Sloan spielten das markante Akustik-Gitarren-Intro), der Millionenseller Monday, Monday (16. Dezember 1965) verkaufte 3,5 Millionen Exemplare, für Scott McKenzies Hippie-Hymne San Francisco (Be Sure to Wear Flowers in Your Hair) entstand der Soundtrack im Mai 1967.
Auch die Monkees mieteten die Studios ab 7. Juli 1966 für 12 unbedeutende Titel, am 26./28. Dezember 1967 entstand hier der Hit Valleri (Rang 3 Pop). Die Besetzung dieses Songs zeigt die geringen künstlerischen Anteile der Monkees an ihren Hits. Nur Davy Jones von den Monkees singt, begleitet von Gerry McGee / Louie Shelton (Gitarre), Joe Osborn (Bass), Roy Caton / Ollie Mitchell (Trompete), Lew McCreary (Posaune), Jim Horn / Jay Migliori (Saxophon) und Billy Lewis (Schlagzeug). Die Association nahm hier ihre LP Insight Out vom 27. März bis 3. Juni 1967 auf, es folgte die LP Birthday (12. September 1967 bis 3. Februar 1968). Elvis Presley besuchte die Studios erstmals am 7. März 1968, um 4 Titel für die LP Live a Little, Love a Little aufzunehmen. Für seine LP ’68 Comeback Special entstanden in Studio 1 insgesamt 14 Titel, darunter Guitar Man / Big Boss Man / Nothingville / Let Yourself Go ab 20. Juni 1968. Frank & Nancy Sinatras Duett Something Stupid (1. Februar 1967) entstand hier ebenso wie The Night the Lights Went Out in Georgia von Vicky Lawrence (Oktober 1972).
Viele Interpreten griffen auf eine Gruppe von exzellenten Studiomusikern zurück, die The Wrecking Crew genannt wurde und häufig in den United/Western-Studios spielten. Hierzu gehörten insbesondere Glen Campbell, Barney Kessel, Tommy Tedesco (Gitarre), Carol Kaye, Joe Osborn, Larry Knechtel (Bass), Hal Blaine, Earl Palmer (Schlagzeug). Ihre Namen erschienen selten auf den Liner Notes der Schallplatten.

## Putnam verkauft seine Studios
Putnam war sicherlich der wichtigste Studiobetreiber in den USA, spätestens nachdem er im Oktober 1963 in San Francisco auch noch Sound Recorders (960 Bush Street) erworben hatte, das er in Coast Recorders umbenannte. Er beorderte Don Geis von Los Angeles als Chefingenieur hier hin. Putnam verkaufte die Studios 1988, sie wurden im März 2012 wiedereröffnet. Putnams Design im Live-Room mit seinem Steinway & Sons-Piano blieb unter dem jetzigen Inhaber Michael Romanowski erhalten.
Im August 1966 erwarb Bill Porter die kleinen United Recording-Studios of Nevada (Las Vegas) von Putnam, die dieser 1962 erworben hatte. Putnam begann allmählich, sein Tonstudio-Imperium zu verschlanken. Denn 1977 verkaufte er United Recorders an Allen Sides, danach wurde 1989 auch Western Recorders an Sides verkauft, und beide firmierten seitdem als Ocean Way Recording. Diese beiden waren inzwischen zu 5 Studios mit 24-Spurtechnik verbessert worden. 1999 kaufte Rick Adams die Studios und nannte sie „Cello“, Ende 2003 firmierten sie wieder als Western Recorders. Im Januar 2006 erwarb Doug Rogers die Gebäude und bewahrte die Studios vor dem Verfall. Die ehemaligen Western Recorders wurden am 28. Januar 2005 konkursbedingt geschlossen. Putnams erste Studios in Chicago schlossen bereits im November 1992.

## Putnam als Erfinder und Konstrukteur
Hauptartikel: Universal Audio
Putnam war einer der bedeutsamsten Erfinder, Konstrukteure und Designer im Bereich der Audiotechnik. Er baute 1935 ein eigenes Radio, sein Sohn Bill Putnam Jr: „Er war der Typ, der Studiotechnik entwickelte, um bestehende Probleme im Studio zu lösen.“ Putnam zielte darauf ab, neue Aufnahmetechniken zu entwickeln und neue Studiotechnik zu konstruieren, die den spezifischen Bedarf eines Tonstudios deckten. Putnam gilt als einer der Väter der modernen Aufnahmetechnik. Anfang 1950 begann er mit der Verminderung des Halleffektes durch Erhöhung der Absorption für niedrigere Frequenzen und Einführung von Schallkabinen (beim Schlagzeug erstmals angewandt für Stan Kentons LP Prologue, aufgenommen am 8. September 1952). 1954 stellte die Universal Recording Corporation in Kooperation mit Pentron Corp. das 8 Spur-Verfahren vor. Putnam gilt als Erfinder des ersten in kommerziellen Tonstudios eingesetzten Misch- und Kontrollpults. Er beteiligte sich mit seinem Freund Les Paul an der Entwicklung der stereophonen Aufnahmetechnik. Außerdem konstruierte oder optimierte er zahlreiche, in Tonstudios zum Einsatz kommende Geräte. Zur Bündelung seiner technischen Fähigkeiten, die er in Studio-Ausrüstung umsetzte, gründete er 1958 Universal Audio. Putnam gilt als Erfinder des Mehrfachband-Audio-Equalizers, der ersten Echokammer (zusammen mit Jim Cunningham) und der Gesangskabine.
Putnam war die zentrale Figur in der Studioszene Chicagos. Seine Universal Recording Studios hatten Stereo-Technik bereits 1951 installiert und waren damit die ersten in den USA. 3-Spur kam 1960, 4-Spur wurde 1962 installiert, 16-Spur kam 1969, im Januar 1981 wurde auf digitale Technik umgestellt. Im Jahre 2000 erhielt er posthum den Technical Achievement Grammy für seine vielfältigen Beiträge in der Musikindustrie. Er verstarb 1989 und hinterlässt zwei Söhne, James und Bill Putnam jr.